# غازي الحسيني
غازي عبد القادر الحسيني (أبو منصور؛ 1941 - 8 ديسمبر 2023) هو قيادي فلسطيني، ولد في العراق. شغل منصب الرئيس السّابق لدائرة شؤون الوطن في منظمة التّحرير الفلسطينية كان مرافق ياسر عرفات في أحداث أيلول 1970 ومسؤول الرصد المركزي والرجل الثالث في الأمن الفلسطيني بعد أبو أياد وأبو جهاد.

## سيرته
سافر غازي عبد القادر الحسيني، بعد إنهائه المرحلة الثانوية إلى ألمانيا الغربية ليدرس الهندسة في جامعاتها، التحق خلال دراسته بحركة فتح عام 1966وشكل مع هاني الحسن وهايل عبد الحميد كونفدرالية فروع أوروبا والحركة الطلابية، وهناك تلقى خبر هزيمة 1967 وسقوط ما تبقى من القدس وفلسطين في أسر الاحتلال الصهيوني، فقرر قطع دراسته وخطط مع مجموعة من رفاقه واحدة من أولى عمليات المقاومة المسلحة عبر نهر الأردن لكن تم اعتقالهم قبل استلام الأسلحة بعد شهر من وصوله وبقي في سجن الرملة حتى شهر شباط 1969 وخلال التحقيق معهم التزموا بإعلان أسمائهم الحركية على أنها أسماؤهم الأصلية فأفرجت عنه سلطات الاحتلال دون أن تعرف اسمه الحقيقي وأبعدته إلى الأردن. بعد قيام الثورة في إيران عام 1979 سافر مع ياسر عرفات إلى طهران وعُين نائباً للسفير الفلسطيني هناك.
وكان من أوائل الذين شكلوا جهاز الرصد في أمن حركة فتح الذي ضمه الشهيد ياسر عرفات إلى صفوفه بعد خروجه من الأسر. وفي لبنان كان معتمد إقليم الجبل في حركة فتح فقاد محور سوق الغرب خلال الاجتياح الإسرائيلي عام 1982 وخاضت قوات منظمة التحرير تحت قيادته مواجهاتٍ قاسية تمكنت فيها من تعطيل التقدم الإسرائيلي. وبعدها غادر إلى تونس وانُتخب عضواً في المجلس الثوري لحركة فتح عام 1989 خلال المؤتمر العام الخامس للحركة.
بعد خروجه من لبنان كُلف بالإدارة العامة لشؤون الحج والأوقاف في منظمة التحرير الفلسطينية. ثم الإدارة العامة لجهاز شؤون الوطن إلى حين حله على يد رئيس المنظمة محمود عباس في عام 2010، حيث أحيل غازي على التقاعد. وفي عام 1993عارض الحسيني إتفاق أوسلو ورفض الإنخراط فيه وبقي في الأردن في منزله المستأجر في ضاحية من ضواحي عمان.

## اعتقاله
اعتقلته الأجهزة الأمنية الأردنية في 30 أغسطس 2016 حيث اقتحمت قوة من 11 عنصر أمن منزله ليلاً وفتشته ثم اقتادته دون أن تبلغ عائلته بوجهة اقتياده أو بتهمته، وبقي عشرة أيام على التوالي وهو في عامه الخامس والسبعين ويعاني مرض السرطان والسكري والتهاب المفاصل.

## وفاته
توفي في 8 ديسمبر 2023 في العاصمة الأردنية عمان، وشُيع إلى مثواه الأخير في مقبرة سحاب بحضور كوادر من حركة فتح ونواب أردنيين، وألقى كلمة التأبين عضو اللجنة المركزية لحركة فتح عباس زكي. ونعاه الرئيس محمود عباس قائلًا «إن فلسطين فقدت واحدا من أبنائها المناضلين الأوفياء الذين قدموا الكثير لخدمة فلسطين وقضيتها وشعبها. وأثنى الرئيس على مناقب المناضل الوطني الكبير ومسيرته المشرفة وعطائه وعمله القيادي في صفوف حركة فتح والثورة الفلسطينية ومؤسساتها».